# 甬江大桥
甬江大桥是浙江省宁波市第一座连接江北区和鄞州区的桥梁。桥梁采用单塔预应力混凝土双箱双索面斜拉桥形式，长588米，主桥长202米，桥面宽26米，于1989年12月19日开工，1992年7月1日通车。2008年底，由于拉索腐蚀，桥梁进行大修，2009年1月6日恢复通车。